# Pesisir Bukit (Kerinci)
Pesisir Bukit is een bestuurslaag in het regentschap Kerinci van de provincie Jambi, Indonesië. Pesisir Bukit telt 1673 inwoners (volkstelling 2010).